# Hoplophorus
Hoplophorus euphractus la única especie perteneciente al género extinto Hoplophorus, era un gliptodonte (grandes mamíferos acorazados extintos, similares a los actuales armadillos, con los cuales están emparentados) conocido del Pleistoceno de Suramérica.
Medía cerca de 2,8 metros de largo, con un peso de una tonelada, debido sobre todo a la gran coraza ósea que recubría el cuerpo: dicha coraza estaba formada de centenares de placas óseas denominadas osteodermos que estaban soldadas entre sí, por lo que conformaban un caparazón rígido. Hoplophorus (cuyo nombre significa "portador de escudo" en griego) poseía una larga cola tenía una cola larga, cuyo extremo había cuatro grandes espolones de hueso y era utilizada probablemente para la defensa contra los depredadores y por los machos en sus luchas por el territorio.
A diferencia de su muy similar pariente Doedicurus, Hoplophorus sólo tenía la armadura en su cuerpo y punta de la cola: la cabeza y la cola carecían de placas de protección. Estudios recientes sugieren que era un pariente cercano del género Panochthus, con el que compartía características del tubo caudal.
Los restos fósiles de este animal se han hallado en el estado brasileño de Minas Gerais.